# Asnawi Mangkualam
Asnawi Mangkualam Bahar (Makassar, 4 ottobre 1999) è un calciatore indonesiano, difensore del Port e della nazionale indonesiana.

## Carriera

### Club
In carriera ha giocato 9 partite nella Coppa dell'AFC, tutte con il PSM Makassar, club della sua città natale, militante nella massima serie indonesiana e con cui nel 2019 ha anche vinto la Coppa d'Indonesia. Nel 2021 si trasferisce agli Ansan Greeners, club della seconda divisione sudcoreana.

### Nazionale
Nel 2017 ha giocato una partita nella nazionale indonesiana; l'anno seguente ha invece giocato una partita con la nazionale Under-19.
Nel 2023 ha partecipato alla Coppa d'Asia.

## Palmarès

### Club

#### Competizioni nazionali
- Coppa d'Indonesia: 1

PSM Makassar: 2019